# Дворкіс Дмитро Володимирович
Дмитро́ Володи́мирович Дво́ркіс (*28 січня 1945, Каттакурган) — міський голова Вінниці (1992–2000), голова Вінницької обласної державної адміністрації (1999), народний депутат України ІІІ скликання. Почесний громадянин Вінниці.

## Життєпис
Народився 28 січня 1945 року в місті Каттакурган, Узбецька РСР. 

### Освіта
Закінчив у 1976 році Київський інженерно-будівельний інститут.

### Кар'єра
Працюючи за фахом, пройшов шлях від робітника до генерального директора обласного виробничого об'єднання[якого?]. Вся трудова діяльність проходить на будівельних майданчиках Вінниччини[уточнити].
З 1980 по 1984 рік очолює будівельне управління при УВС Вінницького облвиконкому, до 1991 року працює начальником управління РВО «Укрліфт».
1991—1992 рр. — генеральний директор концерну «Вінницькбудматеріали».
3 травня 1992 року — обраний головою Вінницької міської ради. 
1994, 1998 рр. — територіальна громада м. Вінниці обирає його міським головою. 
З липня по листопад 1999 року — голова Вінницької обласної державної адміністрації.

### Політична діяльність
З березня 1998 по квітень 2002 — Народний депутат України 3-го скликання, обраний за списками партії «Громада», потім перейшов у фракцію СДПУ(о). Тривалий час незаконно суміщав посади у виконавчій і законодавчій владі.
У листопаді 1999 року у Вінниці невідомий розстріляв службовий автомобіль Дворкіса, що на той момент він був мером Вінниці й депутатом Верховної Ради. Тоді Дворкіс був госпіталізований з 3 кульовими пораненнями в шию, а його водій загинув на місці.
2002 та 2006 брав участь у виборах міського голови Вінниці, але програв відповідно О. Домбровському і В. Гройсману, посівши другі місця.
В 1999 році — заснував благодійний фонд «За відродження нації», як президент цього фонду опікувався проблемами соціально вразливих верств населення.
З квітня 2005 року — президент компанії «Укрпромексім».

## Звання та нагороди
За діяльність та активну громадянську позицію отримав нагороди та звання:
- ордени «За заслуги» ІІІ ступеня,
- «Слава за вірність Вітчизні» ІІІ ступеня,
- «Святого князя Володимира» ІІ ступеня,
- медаль «За громадянську мужність";

- Лауреат премії імені Володимира (Зеєва) Жаботинського «За міжнародне порозуміння»;
- почесний громадянин міста Вінниці.